# Biko 2: Reversible Face
Biko 2: Reversible Face è un videogioco 3D eroge giapponese della Illusion Soft prodotto nel 2001. È il sequel di Biko. Il giocatore controlla il personaggio di uno stalker sulle tracce di una ragazza.

## Modalità di gioco
Il videogioco inizia con una modalità "avventura" in cui il giocatore deve trovare degli oggetti che gli serviranno nella fase successiva del gioco. In seguito dovrà selezionare, fra le cinque a disposizione, una ragazza di suo gradimento da pedinare per la città, stando attento a non farsi notare dalla vittima ed a non perderla di vista. Dopo aver finalmente raggiunto la ragazza si passa ad una fase di "stupro interattivo". Il vero finale del videogioco dipende dalle scelte fatte dal giocatore durante la partita, e può essere di natura romantica o sadica o può concludersi semplicemente con la fuga della ragazza.